# Pentreheyling
Pentreheyling – osada w Anglii, w hrabstwie Shropshire. Leży 32 km na południowy zachód od miasta Shrewsbury i 235 km na północny zachód od Londynu.